# 14 (število)
14 (štírinajst ali štirinájst) je naravno število, za katero velja 14 = 13 + 1 = 15 − 1.

## V matematiki
- prvo Keithovo število.
- tretje kvadratno piramidno število {\displaystyle 14=3(3+1)(2\cdot 3+1)/6\,\!}, oziroma vsota kvadratov prvih treh števil:

{\displaystyle 14=1^{2}+2^{2}+3^{2}\,\!}.
- četrto najmanjše število, za katerega velja Midyjev izrek.
- peto polpraštevilo.
- peto Catalanovo število {\displaystyle C_{4}={\frac {2\cdot 4 \choose 4}{4+1}}=14}.
- sedmo sestavljeno število.
- deseto Størmerjevo število.
- ne obstaja noben takšen cel x, da bi veljala enačba φ(x) = 14.
- število stranskih ploskev kubooktaedra.
- število stranskih ploskev prisekane kocke.
- število stranskih ploskev prisekanega oktaedra.

## V znanosti
- vrstno število 14 ima silicij (Si).

## Drugo

### Leta
- 414 pr. n. št., 314 pr. n. št., 214 pr. n. št., 114 pr. n. št., 14 pr. n. št.
- 14, 114, 214, 314, 414, 514, 614, 714, 814, 914, 1014, 1114, 1214, 1314, 1414, 1514, 1614, 1714, 1814, 1914, 2014, 2114